# ويليام دينيس باترشيل
السير ويليام دينيس باترشيل (29 حزيران 1896 - 11 آب 1959)، كان مسؤولًا استعماريًّا بريطانيًّا. كان الأمين العام (السكرتير) الأول لفلسطين الانتجابية، 1937-1939 م، ثم أصبح حاكمًا لقبرص من عام 1939 إلى عام 1941 م، وحاكمًا لتنجانيقا من عام 1945 إلى عام 1949 م، وهو حاصل على وسام الإمبراطورية البريطانية (وسام القديس ميخائيل والقديس جرجس).

## السيرة

### الحياة المبكرة والتعليم
التحق باتيرشيل بكلية كينجز في ووستر من عام 1908 إلى عام 1914 م. وبعد تخرجه، انضم إلى الجيش البريطاني، وخدم في الهند والعراق.

### الخدمة الاستعمارية
في عام 1920، انضم إلى الخدمة المدنية في سيلان كضابط متدرب، وترقّى إلى منصب مساعد السكرتير الثاني وكاتب المجلس التشريعي عام 1928 م. بعد ذلك، خدم بشكل مختلف كمساعد سكرتير المستعمرات في جامايكا ، 1929-1935 م، وسكرتير المستعمرات في قبرص، 1935-1937 م، والأمين العام (السكرتير) الأول لفلسطين الانتجابية، 1937-1939 م، والحاكم والقائد الأعلى لقبرص، 1939-1941، ومساعد وكيل وزارة الدولة لمكتب المستعمرات، 1941-1942 م، ونائب وكيل وزارة إقليم تنجانيقا، 1942-1945 م.
في عام 1945 م، أصبح حاكمًا لإقليم تنجانيقا المشمول بوصاية الأمم المتحدة. اشتهر بمصادرة الأراضي التي كانت مخصصة سابقًا للمستوطنين الألمان خلال حقبة شرق أفريقيا الألمانية، وإعادة توزيعها. كما سعى إلى تعزيز دور الأفارقة في الحكومة من خلال زيادة مشاركتهم في التصويت، واستبدال المسؤولين الأوروبيين بمسؤولين أفارقة. كما حرص باتيرشيل على منع دفع أجور أقل للأفارقة من الأوروبيين أو الآسيويين مقابل القيام بنفس العمل في تنجانيقا.

### الحياة اللاحقة
في أوائل خمسينيات القرن العشرين، قُدِّمت له جولة في الجزائر الفرنسية وغينيا الفرنسية والهند الصينية الفرنسية. وفي جميع هذه الأقاليم، قال إنه شعر بناءً على طريقة حكم فرنسا، بأن الفرنسيين "يدفعون هذه الأقاليم إلى أحضان الشيوعية". كما زار لفترة وجيزة مستعمرة سيراليون البريطانية ومحميتها، بالإضافة إلى برمودا وجزر كايمان وأنغيلا، والتي قارنها بشكل إيجابي بمستعمرات فرنسا. وأعرب عن اعتقاده بأن المستعمرات البريطانية في أفريقيا "بإمكانها، بل وينبغي عليها، أن تحكم نفسها باستقلالية"، وأنه يأمل أن تكون لها علاقة إيجابية مع بريطانيا بمجرد تحقيق ذلك. إلا أنه حذّر من أن الفرنسيين يُنفّرون شعوب المستعمرات الفرنسية الثلاث: الجزائر الفرنسية وغينيا الفرنسية والهند الصينية الفرنسية، وأن النتيجة النهائية لذلك ستكون "انفصال هذه الدول عن فرنسا، وتوتر علاقتها بها فور انفصالها".
وفي عام 1959، وبعد حياة قضاها في الخدمة العامة، تُوفي في قبرص، حيث اختار أن يعيش مع زوجته المتقاعدة.